# Michael Linhart
Michael Linhart (Ankara, 1958. augusztus 31. –) osztrák diplomata és politikus, 2021. október 11-től  2021. december 6-ig Ausztria külügyminisztere.

## Életpályája
Linhart Ankarában született, ahol édesapja az osztrák nagykövetségben dolgozott. 1947-ben érettségizik Vorarlbergben. Majd a Salzburgi és Bécsi Egyetemen tanult. 1985 -ben a jogi doktori oklevelet nyert Bécsben.
1986-tól a külügyminisztériumban dolgozott. Szíriában (2000–2003), Görögországban (2007–2012) és Franciaországban (2018–2021) nagykövet volt. 
2013 és 2018 között a külügyminisztérium főtitkára volt.